# Badis ben Habus
Pour les articles homonymes, voir Badis.
Badis ben Habus (? -1073) a été un émir ziride du royaume de Grenade (règne 1038-1073).

## Biographie
En 1038, Badis succède à son père Habus à la tête du royaume de Grenade. Comme son père avant lui, il se considère d'abord comme un vassal des Hammoudides qui ont régné sur Cordoue, Malaga et Algésiras et refuse de reconnaître les derniers Omeyyades de Cordoue. Pour assurer sa position, il doit éliminer la concurrence de son cousin Yiddîr et celle de l'émir d'Alméria qui convoitait le royaume.
Au cours de d'un règne long de trente-six ans, il doit combattre continuellement contre d'autres princes musulmans et en particulier contre le roi abbadide de Séville Abû Amr Abbad Al-Mu`tadid. Malgré cela, il parvient à étendre son domaine.
Badîs est le premier à faire de Grenade une capitale. Il en fonde la citadelle, bâtit des palais et l'entoure de fortifications.
Il s'empare de Malaga en 1053, pour lui-même ou pour le compte de son suzerain hammoudide Idrîs II al-`Âlî qui a été évincé en 1047 et rétabli en 1054 comme co-émir avec son cousin germain Idris III as-Sami al-Muwaffaq. Muhammad III al-Musta`li, fils d'Idrîs II al-`Âlî règne ensuite à Malaga jusqu'en 1058. En 1057, Badis occupe la ville de Malaga et l'incorpore dans ses états. La dynastie hammoudide s'éteint alors à Malaga et à Algésiras.
En 1065, Bologhin, le fils de Badis, décède. Badis désigne alors comme successeur son petit-fils Abdallah, lui donnant la préférence avant son autre fils Maksan et avant l'aîné de ses petits fils Tamim.
En 1066, Joseph ibn Nagrela, le vizir juif en place depuis 1027, décède. Sa mort est l'occasion de troubles dans le royaume et particulièrement de pogrom antijuif. Al-Mu`tadid, émir Abbadide de Séville, tente de lui prendre Malaga. Son fils Al-Mu`tamid lui prend Guadix et d'autres forteresses. Badis les reprend ensuite. Il dépossède de Jaén, son fils rebelle Maksan. Celui-ci est définitivement écarté de la succession.
Badis meurt en 1073. Les fils du défunt Bologhin se partagent le pouvoir entre Grenade et Malaga. Abdallah lui succède à Grenade et Tamim, lui succède à Malaga. La lignée s'éteint en 1090, renversée par les Almoravides.